# Mojtaba Mirzajanpour
Mojtaba Mirzajanpour Muziraji (in persiano مجتبی میرزاجانپور موزیرجی‎; Babol, 7 ottobre 1991) è un pallavolista iraniano.
Gioca nel ruolo di schiacciatore nel Jakarta Pertamina.

## Carriera
La carriera di Mojtaba Mirzajanpour inizia nel 2006, con lo Shahdari Kahnuj. Nella stagione seguente passa all'Etka Tehran e, a stagione in corso passa all'Azad University.
Nella stagione 2008-09 passa, per due stagioni al Persepolis Teheran, la stagione successiva passa al Paykan, con cui vincerà il suo primo campionato.
Nella stagione 2011-12 passa al Matin Varamin, con cui vincerà il suo secondo campionato iraniano e il suo primo campionato asiatico per club. 
Ritorna successivamente al Paykan con cui vincerà il suo terzo campionato iraniano. Nella stagione 2016-17 gioca per l'Urmia mentre, l'anno successivo, vince il suo quarto campionato iraniano e il suo secondo campionato asiatico per club con la casacca del Sarmayeh Bank.
Nella stagione 2018-19 firma il suo primo contratto fuori dal suo paese natale, in Italia, giocando in Serie A1 con la New Mater.

## Palmarès

### Club
- Campionato iraniano: 5

2010-11, 2013-14, 2014-15, 2017-18, 2023-24
- Campionato asiatico per club: 2

2014, 2017

### Nazionale (competizioni minori)
- Campionato asiatico e oceaniano under 18 2008
- Campionato mondiale under 19 2009
- Giochi asiatici 2014

### Premi individuali
- 2022 - Super League: Miglior schiacciatore
- 2023 - Super League: Miglior schiacciatore